# Codeine (groupe)
Codeine est un groupe de rock indépendant américain originaire de New York formé en 1989 et séparé en 1994. Ils ont publié deux albums, Frigid Stars LP en 1990 et The White Birch en 1994. Ils se sont brièvement reformés pour quelques concerts en 2012, puis en 2023.

## Biographie
Le groupe est formé en 1989 par le chanteur bassiste Stephen Immerwahr, le guitariste John Engle, et le batteur Chris Brokaw. Leur démo qui comporte une reprise du titre Without You convainc les labels Glitterhouse en Europe et Sub Pop aux États-Unis de signer le groupe.
Leur premier album Frigid Stars est publié en 1990. En 1992 le groupe publie un Ep, baptisé Barely Real auquel participe David Grubbs. La même année le batteur Chris Brokaw quitte le groupe, car son activité comme guitariste dans Come, le groupe de Thalia Zedek, ne lui laisse plus assez de temps, il est remplacé par Doug Scharin.
En 1994 le groupe publie son deuxième album The White Birch, puis se sépare après la tournée qui accompagne la promotion du disque.
Le groupe se reforme brièvement en 2012 lors du festival I'll Be Your Mirror organisé par le festival All Tomorrow's Parties à la suite de la demande du groupe Mogwai, curateur de l'édition cette année la. Quelques dates suivront ainsi que la publication par le label Numero Group d'un coffret intitulé When I See The Sun reprenant l'intégrale de leur discographie (albums, singles et inédits),. En 2013 un concert enregistré en 1993 est publié sous le nom de What About the Lonely? .
Le 2 septembre 2022, leur album Dessau refait surface à l'initiative du label américain Numero Group . Enregistré au studio Harold Dessau à New York, l'album se compose de sessions abandonnées de juin 1992, lorsque Brokaw jouait encore de la batterie pour le groupe et qu'ils essayaient d'enregistrer un deuxième disque.

## Discographie
Albums studio
Album live
EP
Singles
Split Singles
Coffret